# Lindavista, Villa Corzo
Lindavista är en ort i Mexiko.   Den ligger i kommunen Villa Corzo och delstaten Chiapas, i den sydöstra delen av landet, 700 km sydost om huvudstaden Mexico City. Lindavista ligger 920 meter över havet och antalet invånare är 156.
Terrängen runt Lindavista är kuperad åt nordost, men åt sydväst är den bergig. Runt Lindavista är det ganska glesbefolkat, med 24 invånare per kvadratkilometer. Närmaste större samhälle är San Pedro Buenavista, 9,1 km norr om Lindavista. I omgivningarna runt Lindavista växer huvudsakligen savannskog.